# Letto 26/...ci siamo ancora noi
Letto 26/...ci siamo ancora noi è il primo singolo del cantautore italiano Stefano Rosso, pubblicato nel 1976. Il disco è da contare come primo singolo da solista, il secondo considerando anche quello inciso in duo insieme al fratello.

## Il disco
Dopo l'incisione del primo disco, che riscuote un successo molto scarso, Stefano Rosso, pur non avendo più una casa discografica, continua a lavorare nel mondo musicale, e ha varie collaborazioni con artisti come Gianni Morandi, Mia Martini e Claudio Baglioni: proprio quest'ultimo porta il cantautore alla RCA Italiana, che gli propone un contratto per tre album e gli affianca Antonio Coggio come produttore.
Il debutto con la nuova etichetta avviene a giugno del 1976 con un 45 giri che racchiude due brani, Letto 26 e ...ci siamo ancora noi, entrambi scritti dal cantautore e pubblicati dalle edizioni musicali RCA Musica; le registrazioni sono effettuate negli Studi RCA di Roma, e gli arrangiamenti di entrambi i brani sono curati da Piero Pintucci.
Letto 26, traendo lo spunto da una sua degenza in ospedale (al letto 26) per una tonsillectomia, racconta la vita di Stefano Rosso a Trastevere, in via della Scala, dove all'epoca abitava; due anni dopo, questa canzone viene reincisa con un nuovo testo e inclusa nell'album ...e allora senti cosa fo.
...e ci siamo ancora noi, più melodica, descrive una passeggiata notturna per le vie della città, e camminando il pensiero va verso la donna amata.
Pur essendo promosso sia dalle varie radio libere che dalle apparizioni televisive (Stefano Rosso verrà ospitato nel noto programma Adesso musica, condotto da Vanna Brosio e Nino Fuscagni, presentando Letto 26), il 45 giri non entra in classifica; solo con il successo del cantautore la canzone sul lato A diventerà una delle sue più note.